# Zámbó Diána
Zámbó Diána (Székesfehérvár, 1978. január 19. –)  paralimpiai bajnok, világbajnok, Európa-bajnok para-úszó, úszóedző, informatikus.

## Sportpályafutása

### 1991-1996
Arthrogryphosis nevű fejlődési rendellenességgel született, mely a végtagok ízületi merevségét jelenti, esetében leginkább felső végtagjai érintettek.
Első éveit a Fejér megyei Zámolyon töltötte, innen került a budapesti Mozgásjavító Általános Iskolába, ahol nyolcévesen ismerkedett meg az úszással. Pályafutása során S5, S6, SB6 és SM5 sérültségi kategóriákban versenyzett, számos klubban megfordult, jónéhány edző irányítása alatt. Tehetsége hamar megmutatkozott, a korosztályos versenyek után korán jöttek a komolyabb eredmények is, így 13 éves korában már a válogatott tagja lett és indulhatott a Barcelonában megrendezésre került Európa-bajnokságon, ahol egy ötödik és egy hatodik helyet szerzett.
A barcelonai paralimpián a csapat legfiatalabb tagjaként 50 méteres pillangóúszásban bronzérmet szerzett, míg 100 m háton hetedik helyezést ért el.
1994-re a Mozgásjavító DSK csapatától a Halassy Olivér SC-be igazolt, ettől az évtől lett a 4 × 50 méteres vegyesváltó tagja is, mellyel a Vallettában rendezett világbajnokságon világbajnoki címet szereztek, időeredményük világcsúcsot is jelentett. Az egy évvel későbbi franciaországi Európa-bajnokságon a vegyesváltó bronzérmet szerzett. 
Pályafutása legnagyobb sikerét az atlantai paralimpián érte el, ahol a 4 × 50 méteres női vegyesváltó tagjaként Engelhardt Katalin, Járomi Mónika és Ráczkó Gitta mellett paralimpiai bajnoki címet szerzett. Kalandos verseny volt, már maga a rajt sem volt zökkenőmentes, az indulásuk is veszélybe került, mivel nem találták a csapat nevezési lapját. Végül meglett, a váltó pedig eredetileg a második helyen csapott a célba, de a győztes franciákat szabálytalan úszás miatt kizárták, így a mieinkhez kerülhetett a győzelem, ráadásul új paralimpiai csúcsot is felállítottak.

### 1997-2006
Egyetemi tanulmányai miatt 1996-ban Veszprémbe költözött, néhány hónapra fel is hagyott az úszással. Következő év tavaszán tért vissza az uszodába, de mivel egyedül, edző nélkül készült az Európa-bajnokságra, eredményei nem érték el az elvárt szintet, a kontinensviadalra nem jutott ki. 
1997 őszén kereste fel a Veszprémi Úszó Klubot azzal, hogy szeretne náluk versenyezni. Ő volt az egyesület első mozgáskorlátozott versenyzője. Az első időszakban felzárkózás céljából külön készült, majd ép társaival együtt edzett, Gyenge Zsigmond edző irányítása alatt. Az 1999-es braunschweigi EB-n aratta legnagyobb sikerét a klub színeiben, 50 m pillangón bronzérmet szerzett.
A Sydney-i paralimpián 100 m háton hatodik, 50 pillangón nyolcadik helyezést ért el. A 2001-es stockholmi EB-n tovább gyarapíthatta pontszerző helyezései számát, 200 m vegyesen negyedik lett. A 2002-es argentin világbajnokságon 100 m háton szintén nyolcadik lett. 
2004 januárjában edzője tragikus hirtelenséggel elhunyt. majd későbbi edzőjével Szilágyi Gergellyel Tatabányára a Tatabányai Vízmű Sport Klubba igazolt. A paralimpiai felkészülés során 2004-ben úszott egy világcsúcsot is, majd a paralimpián két számban, 50 m pillangón illetve 50 m háton, egy negyedik, valamint egy ötödik helyezést gyűjtött be.
2006-ban a márciusi rövidpályás országos bajnokságon Budapesten három számban, 50 m háton, 50 m m mellen és 50 m pillangón volt a mezőny legjobbja. Májusban a nagypályás OB-n hasonlóan sikeresen szerepelt, 100 m mellen, 50 m pillangón, 50 m háton, 50 m gyorson és 200 m vegyesen szerzett előséget.
Novemberben az osztrák nyílt bajnokságon négy számban nem talált legyőzőre, 50 m gyorson, 50 m háton, 100 m gyorson és 100 m mellen is diadalmaskodott. 
Az év zárásaként a dél-afrikai világbajnokságon, Durbanban 50 m pillangón hosszú évek után újra érmet szerzett világversenyen, a dobogó harmadik fokára állhatott fel.

### 2007-2012
2007-ben több más verseny mellett elindult az országos bajnokságon, melynek abban az évben Székesfehérvár adott otthont. Hat számban tudott győzni, 50 m gyors, 50 m pillangó és 50 m hát, 100 m gyors és 100 m mell, valamint Engelhardt Katalin, Ráczkó Gitta és Kézdi Réka mellett tagja volt az 1996 óta ebben az évben először rajthoz álló 4 × 50 m vegyesváltónak is, mellyel szintén aranyat szereztek. Ismét részt vett a salzburgi osztrák nyílt bajnokságban, ahol ötször győzött, a Szlovákia Kupán, ahol nyolc számban – 50 m gyors, 50 m hát, 50 m pillangó, 100 m pillangó, 100 m mell, 100 m hát, 200 m gyors és 200 m vegyes – aranyat, 50 m mellen pedig ezüstöt szerzett. A berlini világkupán 100 m pillangón új világcsúcsot úszott, 50 m pillangón, 50 m háton és 100 m háton ezüstöt, míg 50 m háton és 200 m vegyesen bronzérmet szerzett. A dán nyílt bajnokságon, Esbjergben 50 m pillangón nyerni tudott, 50 és 100 m mellen pedig második lett.
Az év második felében sajnálatos módon ismét edzőváltásra kényszerült. Ezt követően rövid időre Jakabos Ildikó lett a trénere, majd a londoni paralimpiáig Magyarovits Zoltán vállalta mellette az edzőséget. Ezt követően pályafutása befejezéséig Kocsis Márta tanítványa volt.
A 2008-as év nem csak újabb paralimpiát, hanem újabb világcsúcsot is hozott számára, a német nyílt bajnokságon úszva a 100 m pillangó számában javította meg saját, előző évben felállított rekordját. Ezen felül 50 m pillangón és 100 m háton egy-egy bronzérmet szerzett, valamint négy további számban volt pontszerző, illetve helyezett.
A jubileumi, 30. Szlovákia Kupán három elsőséget – 50 m pillangó, 100 m pillangó és 100 m hát -, három ezüstöt (50 m gyors, 50 m hát és 200 m gyors) és két bronzot szerzett 100 m gyorson és 100 m mellen Pozsonyban. Ekkor úszta meg a paralimpiai részvételhez szükséges szintet is. Az országos bajnokságon 50 m pillangón, 50 m háton, 100 m pillangón és 100 m háton aranyérmet nyert, 50 m és 100 m gyorson pedig a dobogó második fokára állhatott fel.
A pekingi paralimpián 50 m háton ötödik, 200 m gyorson pedig 10. helyen végzett.
2009 volt pályafutása kései szakaszának egyik legsikeresebb éve, hiszen Reykjavíkban olyan érmet akasztottak a nyakába, amely még hiányzott a gyűjteményéből: 50 m pillangón Európa-bajnoki címet szerzett, míg a 4 × 50 m vegyesváltó tagjaként egy ezüstéremnek örülhetett. Az osztrák nyílt bajnokságon újfent remekelt, hiszen négy számban, 50 m háton és 50 m pillangón, valamint a két váltóban utasította maga mögé a mezőnyt. 
2010-ben Eindhovenben, a világbajnokságon három egyéni számban, 50 m pillangó és 50 m hát, valamint 200 m vegyes és a két váltóban ért el pontszerző, ötödik, hatodik és hetedik helyeket.
2011-ben ismét javultak eredményei, soha annyi érmet nem nyert világversenyen, mint ebben az évben Bécsben; szám szerint hármat. 50 m háton a 4 × 50 m gyorsváltóhoz hasonlóan bronzérmet szerzett, a vegyesváltó tagjaként pedig második lett.
2012-ben a paralimpiai felkészülés jegyében indult az egri országos bajnokságon is, ahol 200 m vegyesen aranyat, 50 m háton ezüstöt, 50 pillangón pedig bronzérmet szerzett. Egy brit felkészülési versenyen Sheffieldben 50 m háton aranyat nyert, 200 m vegyesen ezüstöt szerzett, 50 m pillangón pedig a dobogó legalsó fokára állhatott fel. A londoni paralimpiát és egyben versenyzői pályafutását egy 8. hellyel zárta 50 m pillangón.

## Rekordjai
- 4 × 50 m vegyesváltó (VB, Málta, 1994) - világcsúcs
- 4 × 50 m vegyesváltó (paralimpia, Atlanta, USA, 1996) – paralimpiai csúcs
- 100 m pillangó (német nyílt bajnokság, Berlin, 2004) - világcsúcs
- 100 m pillangó (Világkupa, Berlin, 2007) - világcsúcs
- 100 m pillangó (német nyílt bajnokság, Berlin, 2008) - világcsúcs

## Eredményei
- paralimpiai bajnok (1996)
- világbajnok (1994)
- Európa-bajnok (2009)
- paralimpiai bronzérmes (1992)
- világbajnoki bronzérmes (2006)
- kétszeres Európa-bajnoki ezüstérmes (2009, 2011)
- háromszoros Európa-bajnoki bronzérmes (1999, 2011)

## Edzőként
A szakma alapjait még a 2000-es évek elején egykori mesterétől, Gyenge Zsigmondtól leste el. Edzői képesítését 2004-ben szerezte meg, majd Tatabányára igazolt és gyerekek úszásoktatásával kezdett foglalkozni. Szeretett volna mozgáskorlátozott gyerekeket is bevonni a munkába, de a városban korábban nem volt lehetőség sérült gyerekek számára arra, hogy megismerkedjenek az úszás alapjaival, ő honosította meg ezt a lehetőséget a bányászvárosban. Első fogyatékkal élő tanítványa 2004 decemberében érkezett hozzá, 2012 novemberében pedig már hét olyan sérült tanítványa volt, akiket eredményeiknek köszönhetően versenyeken is tudott indítani.

## Tanulmányai
1996-ban érettségizett a zuglói Neumann János Számítástechnikai Szakközépiskolában, ahol számítástechnikai programozó képesítést szerzett. 2001-ben diplomázott a Veszprémi Egyetem informatika szakán, ahol informatikatanári diplomát szerzett. 2002-ben felvételt nyert a Veszprémi Egyetem Kémia Doktori Iskolájába. Két évvel később Veszprémből Tatabányára költözött, doktori tanulmányait abbahagyta. Úszóedzői képzettséget a Fitness Akadémia keretein belül szerzett 2004-ben.

## Családja
Férjezett, két gyermeke van.

## Kitüntetései, elismerései
- Magyar Köztársaság Jó Tanulója – Jó Sportolója (1991)[23]
- Köztársasági Elnöki Elismerés (1992)[24]
- Magyar Köztársaság Jó Tanulója – Jó Sportolója (1992)[25]
- Magyar Köztársaság Jó Tanulója – Jó Sportolója (1996)
- A Magyar Köztársasági Érdemrend kiskeresztje (1996)[26]
- Mozgáskorlátozottak Egyesületeinek Országos Szövetsége (MEOSZ) bronzérme (1996)[27]
- Az Év Mozgáskorlátozott Csapatának tagja (1996)
- Királynék Városa Arany Fokozatú Elismerés (2000)[28]
- Magyar Úszó Szövetség tiszteletbeli tagja (2002)[29]
- Komárom-Esztergom megye legjobb sportolója (2004)[30]
- Miniszteri Elismerő Oklevél (2007)[31]
- Aranylánc köztársasági címeres medalionnal (2008)[32]
- Tatabánya Város Díszoklevele (2008)[33]
- Komárom-Esztergom megye legjobb női sportolója (2009)[34]
- Fogyatékkal Élők Komárom-Esztergom Megyei Sportszövetségének különdíja (2010)[35]
- Paralimpiai fotópályázat különdíja (2012)
- Zámolyért-díj (2013)[36]
- Halassy Olivér-díj (2021)[37]